# Andrija Artuković

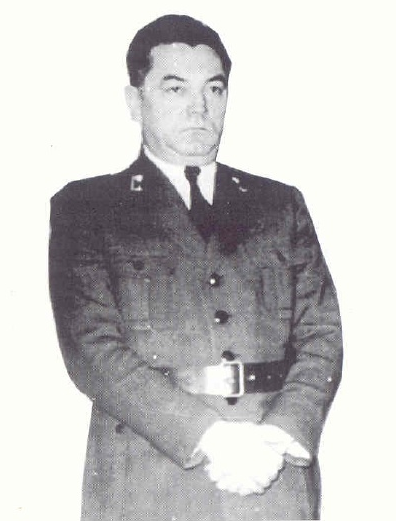
Andrija Artuković

Andrija Artuković (* 19. November 1899 in Klobuk bei Ljubuški, Kondominium Bosnien und Herzegowina; † 16. Januar 1988 in Zagreb) war ein jugoslawischer Jurist und faschistischer Politiker. Als Funktionär der Ustaša-Bewegung leitete er den Velebiter Aufstand und war später u. a. Innen- und Justizminister des Unabhängigen Staates Kroatien. Er wurde im Jahr 1986 in Jugoslawien als Kriegsverbrecher zum Tode verurteilt, aber aufgrund seines Gesundheitszustandes nicht mehr hingerichtet.

## Leben und Wirken
Artuković absolvierte das Franziskaner-Gymnasium in Široki Brijeg. Anschließend studierte er Jura und schloss dieses Studium mit dem Doktorgrad ab. 1924 trat er einer rechten kroatischen Partei bei und im gleichen Jahr eröffnete er seine eigene Anwaltskanzlei in Gospić.
Im Jahr 1932 wurde er Mitglied der rechtsextremen Ustascha-Bewegung und leitete im gleichen Jahr den „Velebiter Aufstand“ (Velebitski ustanak) gegen das Königreich Jugoslawien. Außerdem war er Mitglied der rechtsextremen Organisation Zrinski Frankopani, die sich mit verschiedensten Theorien zur Herkunft der kroatischen Nationalität befasste. Deren Gründer Ante Starčević behauptete, dass die Kroaten kein slawisches Volk seien, sondern ein verlorener Stamm der Goten, also Germanen. Nach der Niederschlagung des „Velebiter Aufstands“ und seiner Flucht nach Italien ernannte ihn Ante Pavelić noch im selben Jahr zum Hauptbefehlshaber der Ustascha-Truppen im faschistischen Italien und zeichnete ihn mit dem höchsten Ustascha-Abzeichen für seinen Einsatz und seine Vaterlandsliebe aus.
1934 traf er sich mit Pavelić in Mailand und besprach politische Ziele mit der Ustascha-Regierung und Pläne für die Ermordung des jugoslawischen Königs Alexander I. Schließlich wurde der König am 9. Oktober von einem bulgarischen Nationalisten mit der Hilfe von kroatischen Ustascha während eines Staatsbesuches in Marseille getötet. Im März des Jahres 1934 zog er weiter nach London, wurde jedoch von den britischen Behörden gefasst und der französischen Regierung übergeben. Im Januar 1935 wurde Artuković an die jugoslawische Justiz ausgeliefert und am 21. Januar 1935 wurde er unter dem Pseudonym Dr. Vasić in das berüchtigte Belgrader Polizeigefängnis eingeliefert, gefoltert und nach vier Monaten Haft in das Kreisgerichtsgefängnis überführt. Artukovićs Prozess dauerte 16 Monate lang und endete dank wohlwollender Zeugenaussagen mit einem Freispruch. 1936 lebte er wieder in Gospić, 1937 emigrierte er nach Österreich und zog anschließend weiter nach Berlin, wo er als kroatischer Abgeordneter eng mit der Gestapo zusammenarbeitete, bevor er im selben Jahr wieder in seine Heimat zurückkehrte. Bis 1941 beteiligte er sich an zahlreichen rechten Organisationen und Projekten.

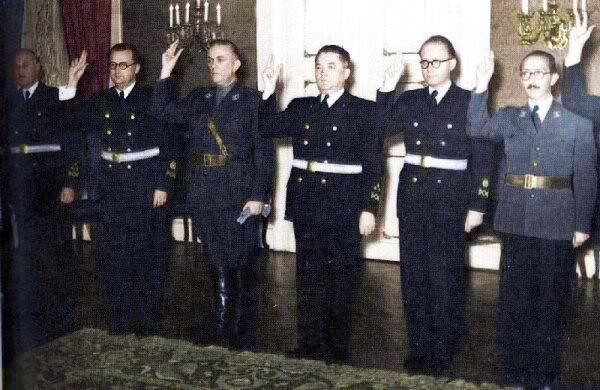
Andrija Artuković (3. von rechts) bei seiner Vereidigung zum Innenminister im April 1941.

Nach der Ausrufung des Unabhängigen Staates Kroatien wurde er von Pavelić zum ersten Innenminister der neugebildeten kroatischen Regierung in Zagreb ernannt. 
Da der Vasallenstaat zu der Zeit unter Einfluss des verbündeten Deutschen Reiches stand, begleitete er Pavelić beim Besuch Adolf Hitlers am 6. August 1941 auf dessen Privatsitz, dem „Berghof“ in Obersalzberg.
Am 14. November 1941 lernte Artuković in Innsbruck seine spätere Frau Anna Maria Heidler kennen. Aus dieser Ehe gingen fünf Kinder hervor. 1942 trat er als Innenminister zurück und wurde zum Justizminister ernannt.
In dieser Funktion war er auch für die „Endlösung der Judenfrage“ zuständig und sagte bei seiner Rede vor 100.000 Menschen am Hauptplatz in Zagreb folgendes:

„Das kroatische Volk kann nicht anders handeln, als seine Nation von solch vergifteten und gefährlichen Kreaturen und gefräßigen Parasiten zu säubern: Den Juden, Kommunisten, Zigeunern, anders denkenden und Freimaurern.“

1943 übernahm er erneut das Amt des Innenministers. Er wird auch als „kroatischer Himmler“ bezeichnet, weil er den Völkermord an den Serben im Unabhängigen Staat Kroatien sowie Mordaktionen gegen Juden, Zigeuner, Kommunisten, Regimegegner, Zeugen Jehovas, Andersdenkende, Freimaurer und Behinderte vorbereitete.
Kurz vor Kriegsende flüchtete er über Österreich und die Schweiz nach Irland. Er gab sich als Schweizer aus und nannte sich Alois Anich. Am 16. Juli 1948 traf er in New York ein. Nach den von ihm begangenen Verbrechen beurteilt, ist Artuković der hochrangigste Kriegsverbrecher der Achsenmächte, der in die USA gelangte und dort lebte.

## Kriegsverbrecherprozess
Bereits im Jahr 1949 wurden Versuche unternommen, Artuković auszuliefern oder auszuweisen. Der Auslieferungsantrag der jugoslawischen Regierung wurde jedoch, unter anderem wegen juristischer Formalitäten sowie aufgrund der Behauptung, Artuković werde in Jugoslawien körperlich misshandelt werden, abgelehnt.
Schließlich wurde er am 14. November 1984 in seinem Haus in Seal Beach oder Long Beach verhaftet und am 12. Februar 1986 nach Zagreb geflogen.
Er musste sich 1986 vor dem Kriegsverbrecher-Tribunal verantworten. Anklagepunkte waren: ethnische Massenmorde, Verantwortung für ethnische Säuberungen in diversen kroatischen Konzentrationslagern. Dieser Prozess endete mit einem Todesurteil, das jedoch wegen seiner Krankheit nicht vollstreckt wurde. Artuković starb 1988 im Gefängniskrankenhaus an Altersschwäche und wurde an einem unbekannten Ort bestattet.